# Київське генерал-губернаторство
Півде́нно-За́хідний край або Ки́ївське генера́л-губерна́торство або Ки́ївське, Поді́льське і Воли́нське генера́л-губерна́торство — адміністративно-територіальна та політична одиниця Російської імперії в 1832–1914 роках, яка включала терени трьох губерній Правобережної України — Київської, Подільської та Волинської. У 1881–1888 роках начальник Південно-Західного краю одночасно обіймав посаду тимчасового генерал-губернатора Чернігівської та Полтавської губерній.

## Історія
Київську губернію засновано серед перших восьми губерній Московського царства згідно з указом Петра І в 1708 році, але юрисдикція губернатора поширювалась лише на справи щодо московсько-польського кордону та російські гарнізони в Гетьманщині та не поширювалася на внутрішні справи українців.
Про заснування посади головного начальника Південно-Західного краю не існує особливого узаконення. Посада генерал-губернатора Київської губернії згадується в Указах Сенату 24 квітня 1722, 10 липня 1741 і 29 вересня 1764 року. 
У вересні 1781 року було утворено Київське намісництво з генерал-губернатором на чолі. 

### Південно-Західний край
Після ліквідації намісництва Указом від 9 вересня 1801 року Київська, Волинська і Подільська губернії, «як прикордонні і на особливих правах» були підпорядковані військовим губернаторам, які користувалися правами головних начальників губерній. 
Генерал-губернатор (начальник краю) — довірений сановник верховної влади, якому імператор делегував частину своїх владних повноважень. Призначався і звільнявся з посади особисто імператором. Повноваження здійснював на основі особливих законоположень, «Інструкції генерал-губернаторам» від 29 травня 1853 року та особистих розпоряджень імператора. Генерал-губернаторство отримало статус для поетапної політичної та економічної інтеграції, а також асиміляції неросійського населення Правобережної України (українців, поляків, євреїв) у складі Російської імперії. Офіційною причиною заснування стало Польське повстання 1830–1831.
22 січня 1832 року тимчасового Подільського та Волинського військового губернатора генерал-ад'ютанта Василя Левашова призначено Київським військовим губернатором, Подільським і Волинським генерал-губернатором. Така назва посади начальника Південно-Західного краю існувала до 19 січня 1865 року, коли був призначений перший Київський, Подільський і Волинський генерал-губернатор — генерал-ад'ютант, генерал від артилерії Олександр Безак.
У 1881 році територію генерал-губернаторства де-факто розширено до 5 губерній: генерал-губернатора Олександра Дрентельна також призначено тимчасовим генерал-губернатором Чернігівської та Полтавської губерній.
1889 року — Південно-Західний край відновлено у складі трьох губерній.
1903 року — у Південно-Західному краї введено земство за особливими правилами — з призначенням земських гласних від уряду, а в 1911 — виборне земство, теж з особливих правилом, що дискримінувало землевласників польського походження. 
1912 року — новостворену Холмську губернію, колишню складову Царства Польського, передано до Київського генерал-губернаторства[джерело?]. У такому складі територіальна одиниця Російської імперії проіснувала до моменту скасування у вересні 1914 року. Останнім київським генерал-губернатором був Федір Трепов.
У своєму прямому підпорядкуванні генерал-губернатор мав губернаторський корпус, установи поліції. За штатними розписами Канцелярія генерал-губернатора складалася з управління в складі чиновників для особливих доручень і канцелярії як виконавчої структури з функціональними відділеннями. Генерал-губернатор здійснював управління краєм одноосібно, зосереджуючи в своїх руках усю повноту влади на принципах централізму і єдиноначальності: зміцнював російську державність шляхом поширення російських адміністративних установ, мав право законодавчої ініціативи, зокрема в польському питанні, визначав ступінь поширення в генерал-губернаторстві загальноросійського законодавства, контролював діяльність установ і посадових осіб, у тому числі судових. 
Начальник краю призначав чиновників на перші посади в губернських присутніх місцях. Центральним урядом передано йому частину своїх зовнішньополітичних функцій, зокрема право надання російського підданства, нагляд за діяльністю іноземних представництв та громадян у краї. Водночас начальник краю в 1848–1852 роках виконував обов'язки попечителя Київського навчального округу. Поєднував цивільне й військове управління генерал-губернаторством: від 1862 року — головнокомандувач військ Київського військового округу.

## Склад
Склад Київського генерал-губернаторства станом на 1914 рік:
- Київська губернія
- Подільська губернія
- Волинська губернія
- Холмська губернія

## Очільники

### Генерал-губернатор Київського намісництва
| П. І. Б.                                   | Портрет | Титул, чин, звання        | Час заміщення посади |
| ------------------------------------------ | ------- | ------------------------- | -------------------- |
| Петро Олександрович Рум'янцев-Задунайський |         | граф, генерал-фельдмаршал | 1782—1796            |

### Київські військові губернатори
| П. І. Б.                       | Портрет | Титул, чин, звання                                | Час заміщення посади  |
| ------------------------------ | ------- | ------------------------------------------------- | --------------------- |
| Іван Петрович Салтиков         |         | граф, генерал від кавалерії (генерал-фельдмаршал) | 18.11.1796—29.11.1797 |
| Андрій Григорович Розенберг    |         | генерал від інфантерії                            | 30.11.1797—12.03.1798 |
| Іван Васильович Гудович        |         | генерал від інфантерії                            | 03.1798—06.1798       |
| Олександр Андрійович Беклешов  |         | генерал від інфантерії                            | 13.06.1798—1799       |
| Андрій Семенович Фенш          |         | генерал від інфантерії                            | 1801—1803             |
| Олександр Петрович Тормасов    |         | генерал від кавалерії                             | 1803—1806             |
| Михайло Іларіонович Кутузов    |         | генерал від інфантерії                            | 28.09.1806—03.07.1809 |
| Михайло Андрійович Милорадович |         | генерал від інфантерії                            | 1810—08.1818          |
| Петро Федорович Желтухин       |         | Св. І. В., генерал-лейтенант                      | 1827—1829             |
| Борис Якович Княжнин           |         | генерал-лейтенант                                 | 1829—22.01.1832       |

### Київські військові губернатори, Подільські і Волинські генерал-губернатори
| П. І. Б.                        | Портрет | Титул, чин, звання                                           | Час заміщення посади  |
| ------------------------------- | ------- | ------------------------------------------------------------ | --------------------- |
| Василь Васильович Левашов       |         | граф, генерал від кавалерії, генерал-ад'ютант                | 22.01.1832—09.06.1835 |
| Олександр Дмитрович Гур'єв      |         | граф, генерал-лейтенант                                      | 09.06.1835—15.11.1837 |
| Дмитро Гаврилович Бібиков       |         | генерал-ад'ютант, генерал-лейтенант (генерал від інфантерії) | 29.12.1837—30.08.1852 |
| Іларіон Іларіонович Васильчиков |         | князь, генерал-ад'ютант, генерал-лейтенант                   | 30.08.1852—12.11.1862 |
| Микола Миколайович Анненков     |         | генерал від інфантерії, генерал-ад'ютант                     | 19.01.1863—19.01.1865 |

### Київські, Подільські і Волинські генерал-губернатори
| П. І. Б.                               | Портрет | Титул, чин, звання                                                               | Час заміщення посади  |
| -------------------------------------- | ------- | -------------------------------------------------------------------------------- | --------------------- |
| Олександр Павлович Безак               |         | генерал-ад'ютант, генерал від артилерії                                          | 19.01.1865—16.01.1869 |
| Олександр Михайлович Дондуков-Корсаков |         | князь, генерал-ад'ютант, генерал-лейтенант                                       | 16.01.1869—16.04.1878 |
| Михайло Іванович Чертков               |         | генерал-ад'ютант, генерал-лейтенант                                              | 16.04.1878—13.01.1881 |
| Олександр Романович Дрентельн          |         | генерал-ад'ютант, генерал від інфантерії, тимчасовий Чернігівський і Полтавський | 13.01.1881—15.07.1888 |
| Олексій Павлович Ігнатьєв              |         | граф, генерал-лейтенант                                                          | 12.08.1889—07.12.1897 |
| Михайло Іванович Драгомиров            |         | генерал-ад'ютант, генерал від інфантерії                                         | 01.01.1898—24.12.1903 |
| Микола Васильович Клейгельс            |         | генерал-лейтенант                                                                | 24.12.1903—19.10.1905 |
| Володимир Олександрович Сухомлинов     |         | генерал-лейтенант                                                                | 19.10.1905—18.12.1908 |
| Федір Федорович Трепов                 |         | генерал від кавалерії                                                            | 18.12.1908—1914       |